# 반정형 데이터
반정형 데이터(영어: semi-structured data)는 관계형 데이터베이스나 다른 형태의 데이터 테이블과 연결된 정형 구조의 데이터 모델을 준수하지 않는 정형 데이터의 한 형태이다. 그러나 태그나 기타 마커가 포함되어 있어서 시맨틱 요소를 구분하고 데이터 내의 레코드와 필드 계층을 강제한다.
반정형 데이터에서 동일 클래스에 속해있는 엔티티는 함께 그룹되어 있더라도 각기 다른 특성을 지닐 수 있으며, 특성의 순서가 중요하지 않다.
반정형 데이터는 인터넷이 등장한 뒤로 증가 추세이며, 여기서 전문 및 데이터베이스는 더 이상 유일한 데이터의 형태가 아니며 개별 애플리케이션들은 정보 교환을 위한 매개체가 필요하다. 객체 지향 데이터베이스에서 반정형 데이터를 종종 볼 수 있다.

## 종류
- XML[2], 기타 마크업 언어, 이메일, EDI
- OEM[3] - 데이터 구조 자체 기술 (XML 이전)

## 같이 보기
- 정형 데이터

## 참조
1. ↑  Tutorial on semi-structured data by Peter Buneman from Symposium on Principles of Database Systems, 1997  보관됨 2009-05-17 - 웨이백 머신
2. ↑  “The Penn database group has semi-structured and XML data project”. 2013년 11월 2일에 원본 문서에서 보존된 문서. 2013년 10월 31일에 확인함.
3. ↑  Stanford Universities Lore DBMS